# David Cirici
David Cirici i Alomar (Barcellona, 11 febbraio 1954) è uno scrittore e filologo spagnolo di lingua catalana.

## Biografia
David Cirici è nato a Barcellona nel 1954 dal critico d'arte Alexandre Cirici i Pellicer e da Carmen Alomar.
Laureato in filologia romanza, ha lavorato come sceneggiatore per la radio e la televisione e ha insegnato lingua e letteratura catalana.
Autore di numerose opere letterarie per l'infanzia e per adulti, il suo romanzo per ragazzi, Muschio, ha ottenuto numerosi riconoscimenti tra i quali il Premio Cento nel 2016 e il Premio Strega Ragazze e Ragazzi l'anno successivo.
Gestisce un proprio blog su internet.

## Opere principali

### Narrativa per ragazzi
- Robòtia (1985)
- Llibre de vòlics, laquidambres i altres espècies (1986)
- L'esquelet de la balena (1986)
- Vols que et tallin una orella? (1988)
- La fàbrica de mentides (1995)
- Els grúfols (1998)
- Bet i Bup: Bèsties i bestieses (2001)
- L'home del cartró (2002)
- Bet i Bup: Si jo fos com tu (2002)
- La petita ciència de la salut (2011)
- Muschio (Molsa, 2013), Milano, Il Castoro, 2015 traduzione di Francesco Ferrucci ISBN 978-88-8033-969-4.
- Zona prohibida (2013)
- La decisió d'en Viggo (2015)

### Romanzi
- El baró i la leprosa (1999)
- La vida dels altres (2000)
- Els errors (2003)
- I el món gira (2011)
- El lladre del Guernica (2015)
- El setè àngel (2016)

## Premi e riconoscimenti
- Premio Cento: 2016 vincitore con Muschio
- Premi Sant Jordi de novel·la: 2016 vincitore con El setè àngel
- Premio Strega Ragazze e Ragazzi: 2017 vincitore nella categoria 6-11 anni con Muschio